# Zehneria samoensis
Zehneria samoensis är en gurkväxtart som först beskrevs av Asa Gray, och fick sitt nu gällande namn av F.R. Fosberg och M.-h. Sachet. Zehneria samoensis ingår i släktet Zehneria och familjen gurkväxter. Inga underarter finns listade i Catalogue of Life.